# Semiothisa paranaria
Semiothisa paranaria là một loài bướm đêm trong họ Geometridae.